# Ben af Schultén
Bengt (Ben) Henrik af Schultén, född 31 augusti 1939 i Helsingfors, är en finländsk inredningsarkitekt. 
Ben af Schultén studerade 1960–1963 vid Konstindustriella läroverket och var 1964–1994 anställd vid Artek, från 1975 som konstnärlig ledare. Han har formgett talrika möbler, armaturer och andra inredningsföremål samt planerat inredningar. Han har också verkat som utställningsarkitekt, av hans projekt kan nämnas Form och struktur, som visades i sju länder 1980–1981 samt Ateneums 100-årsjubileumsexpo 1987. Han tilldelades Pro Finlandia-medaljen 2008.